# Ne bom pozabil na stare čase
»Ne bom pozabil na stare čase« je skladba skupine Faraoni iz leta 1995. Avtor glasbe je Enzo Hrovatin, besedilo pa je napisal Miša Čermak.

## Snemanje
Producent je bil Enzo Hrovatin, posneto v studiu 26, RTV Slovenija. Skladba je bila izdana na njihovem petem studijskem albumu Stari časi pri založbi ZKP RTV Slovenija na zgoščenki in kaseti.

## Zasedba

### Produkcija
- Enzo Hrovatin – glasba, aranžma, producent
- Miša Čermak – besedilo
- Sašo Fajon – aranžma

### Studijska izvedba
- Slavko Ivančić – solo vokal
- Enzo Hrovatin – električna kitara, spremljevalni vokal
- Nelfi Depangher – bobni, spremljevalni vokal
- Piero Pocecco – bas kitara, spremljevalni vokal
- Ferdinand Maraž – klaviature, spremljevalni vokal